# Fernando Mamede
Fernando Eugénio Pacheco Mamede (né le 1er novembre 1951 à Beja) est un athlète portugais spécialiste des courses de fond.
Le 2 juillet 1984, lors du meeting DN Galan de Stockholm, Fernando Mamede établit un nouveau record du monde du 10 000 mètres en 27 min 13 s 81, améliorant de près de neuf secondes l'ancienne meilleure marque mondiale détenue par le Kényan Henry Rono depuis la saison 1978.
Médaillé de bronze aux Championnats du monde de cross-country 1981, il se classe 14e du 10 000 m lors des premiers Championnats du monde d'athlétisme à Helsinki. Il abandonne lors de la finale des Jeux olympiques de 1984.